# Hoplolabis (Parilisia) mannheimsi
Hoplolabis (Parilisia) mannheimsi is een tweevleugelige uit de familie steltmuggen (Limoniidae). De soort komt voor in het Palearctisch gebied.